# Charles Bullen (capitaine)
Pour les articles homonymes, voir Charles Bullen et Bullen.
Charles Bullen, né le 10 septembre 1769 à Newcastle upon Tyne et mort le 2 juillet 1853 à Shirley, est un amiral de la Royal Navy qui se distingua notamment durant les guerres de la Révolution française (bataille du 13 prairial an II) et les guerres napoléoniennes (bataille de Camperdown et bataille de Trafalgar).